# Isoterm process

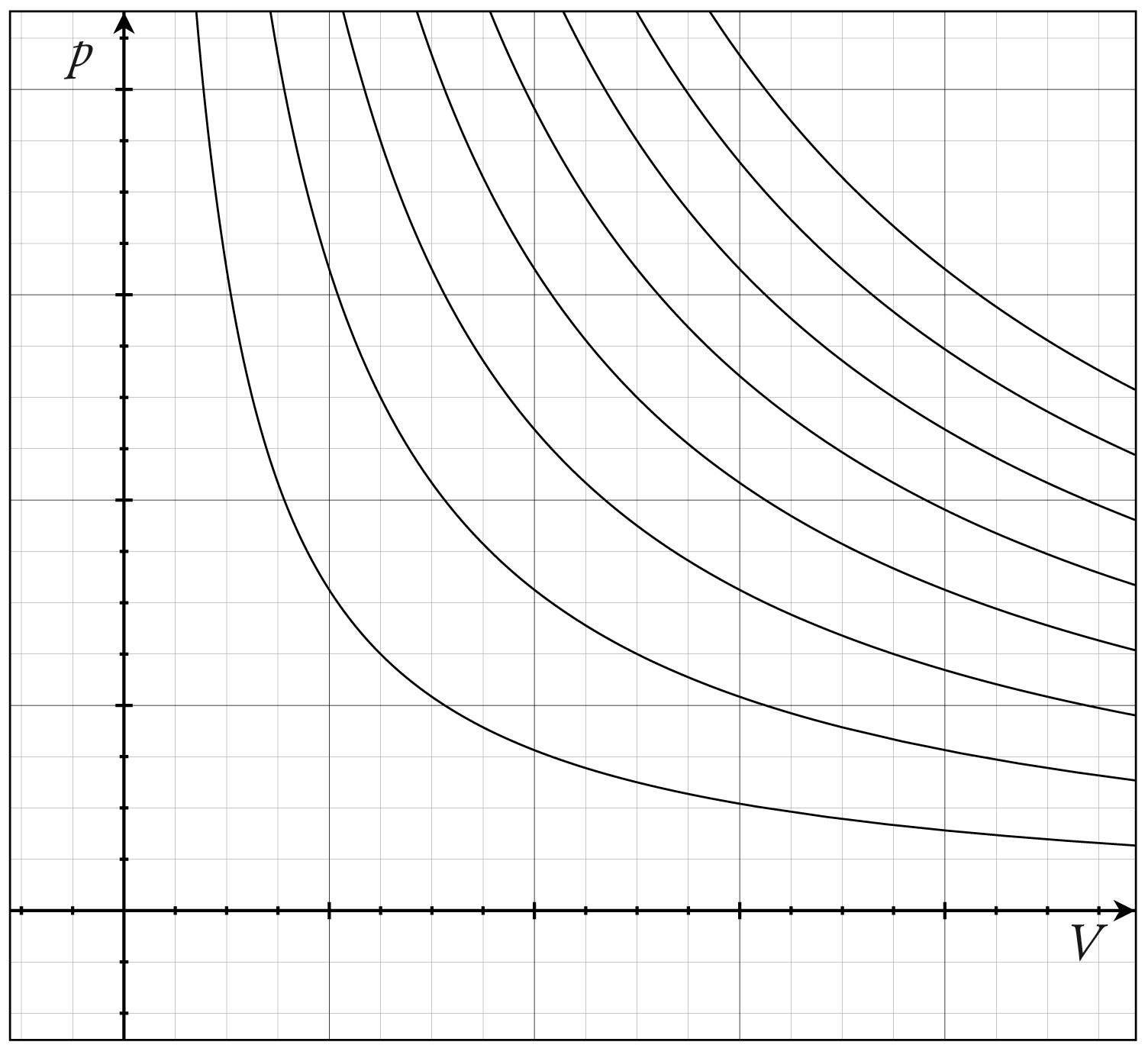
Isotermer av ideal gas i tryck-volym-diagram följer Boyles lag.

Isoterm är en termodynamisk process som förlöper vid konstant temperatur.
När ett system ändrar sitt tillstånd under sådana förhållanden att arbetsmedlets temperatur är konstant under hela processen är processen isoterm.

## Ekvationer
Gaser allmänna tillståndsekvation T=konstant:
{\displaystyle p\cdot V=m\cdot R\cdot T=konstant}
Isotermekvationen är följaktligen:
{\displaystyle p\cdot V=konstant}
{\displaystyle p_{1}\cdot V_{1}=p_{2}\cdot V_{2}}